# Marketing de Wario Land: Shake It!
O marketing de Wario Land: Shake It!, jogo eletrônico de 2008 para Wii, foi composto por diversas campanhas, sendo a mais notável um vídeo no YouTube no qual o protagonista Wario realiza várias ações de grande impacto e coleta itens, fazendo com que a página ao redor fique destruída pouco a pouco enquanto esses itens se acumulam ao redor a página. O vídeo foi dirigido por uma equipe da empresa de marketing Goodby, Silverstein & Partners e produzido por Jennifer Wilson da produtora Mike Kellogg.
O vídeo acabou sendo retirado do ar e substituído por um anúncio em estilo documentário para o jogo Punch-Out!!, criado pela mesma empresa. O anúncio teve sucesso entre os usuários do YouTube, jornalistas e profissionais de marketing, obtendo 4 milhões de visualizações apenas no primeiro mês, e recebeu diversos reconhecimentos, principalmente por inspirar futuros anúncios de outras empresas.

## Vídeo
O anúncio do YouTube apresenta a jogabilidade do jogo eletrônico Wario Land: Shake It!, mostrando Wario passando por várias partes do jogo. Ao longo do vídeo, vários impactos ocorrem, fazendo elementos ao redor da página cair (como vídeos recomendados, descrições de vídeos e outras funções do YouTube). Moedas e outros objetos também saem de dentro do vídeo e se espalham pela página. O vídeo termina com o logotipo do jogo caindo em cima do mesmo, fazendo com que o vídeo caia sobre uma pilha de elementos da página. Os visualizadores podiam pegar os elementos que caíam pela página com o cursor, arrastando-os e soltando-os.

## História
O trailer foi lançado em 2008 como um dos primeiros vídeos interativos do YouTube. Seus diretores criativos foram Jeff Goodby e Rich Silverstein da empresa de marketing Goodby, Silverstein & Partners. A direção de arte ficou a cargo de Bryan Houlette, cujo assistente de direção de arte foi Erik Enberg. Foi produzido pela Mike Kellogg, e seu produtor foi Jennifer Wilson. O vídeo foi criado para o YouTube em parte devido à percepção de que o YouTube é o lugar onde as crianças podem ir para ver vídeos de jogos eletrônicos. A destruição da página ao redor foi feita com o anúncio deste jogo porque refletia a natureza destrutiva de Wario. O YouTube foi inicialmente cético em relação a um anúncio que destruía seu site, mas acabou mudando de ideia devido a seu aparente mérito criativo e de marketing. O anúncio foi removido do YouTube e substituído por um anúncio no estilo documentário para Punch-Out!!, criado pela mesma equipe de marketing por trás do anúncio de Shake It!.
A campanha foi criada para atrair adolescentes e teve um orçamento de 80 mil dólares. A Nintendo também realizou uma competição num parque de diversões Six Flags perto de Los Angeles, onde competidores competiram por um "saco de moedas sem fundo". Os participantes receberam bigodes falsos de Wario, e o vencedor ganhou o saco e uma viagem com todas as despesas pagas para o Nintendo World em Nova Iorque. Outra campanha de marketing teve a Nintendo dando gasolina em uma Mobile Gas, em Los Angeles, para comercializar Shake It!, em referência à flatulência de Wario.

## Recepção
O anúncio do YouTube foi bem recebido por jornalistas, usuários do YouTube e profissionais de marketing. A campanha foi bem-sucedida com esse grupo demográfico, atingindo 24% de reconhecimento com uma meta inicial de 12-15%. O anúncio chamou muita atenção, acumulando 4 milhões de visualizações no primeiro mês. Foi o primeiro anúncio desse tipo, gerando anúncios semelhantes nos meses seguintes. Apesar da recepção positiva, o anúncio não conseguiu impulsionar as vendas do jogo para atingir o número pré-objetivo de 350 mil unidades até o final de 2008, o que a equipe de campanha atribuiu a uma economia fraca e vendas baixas de jogos em geral. Um representante do YouTube disse à equipe por trás do anúncio que isso fez com que eles recebessem várias ligações de anunciantes questionando por que essa função não era conhecida por eles. Os autores Damian Ryan e Calvin Jones discutiram o anúncio do YouTube como um estudo em marketing, enquanto o elogiavam por sua inovação. Ele recebeu um prêmio de prata na 88ª edição anual da "The Art Directors", enquanto o diretor de arte Robert Lindstrom elogiou o anúncio do YouTube por chamar a atenção para Shake It! De uma forma única. O comerciante e autor Avinash Kaushik chamou-o de "criativo" e afirmou que adorou o anúncio.
O escritor da Kotaku Mike Fahey elogiou o "gênio" do anúncio no YouTube ao compará-lo favoravelmente com a campanha de distribuição de gasolina da Nintendo, que ele considerou "obsoleta". Um escritor da GameZone expressou tristeza com a remoção do anúncio, pois, a partir dali, seria possível vê-lo apenas através de vídeos não interativos do YouTube. Ele considerou o vídeo o melhor anúncio da Nintendo de todos os tempos. A escritora da Destructoid Colette Burnett sentiu que o anúncio seria memorável para seus espectadores. Burnett, junto com o escritor da Wired Chris Kohler e o escritor da Joystiq Ross Miller, consideraram-no um anúncio inteligente, com o último elogiando-o como um "surpresa divertida." O escritor da CNET Josh Lowensohn elogiou-o como "memorável" e "incrivelmente legal", afirmando que o anúncio colocaria um "sorriso no rosto [dos espectadores]".